# Pierre Amiet
Pierre Jules Paul Georges Amiet (* 29. April 1922 in Straßburg; † 21. April 2021 in Paris) war ein französischer Kunsthistoriker und Konservator des Louvre, der auf den Nahen Osten spezialisiert war.

## Leben
Pierre Amiet wurde am 29. April 1922 in Straßburg im Elsass geboren. 1939 flüchtete die Familie aus der Stadt und zog nach einem Umweg über den Süden Frankreichs nach Paris, wo Pierre Amiet die Sorbonne Université und École du Louvre besuchte. Zwischen 1950 und 1954 war er Mitglied von drei Grabungskampagnen der l’École Biblique et Archéologique Française von Jerusalem unter der Leitung von Roland de Vaux in Tell el Far'ah. Es blieb wegen seiner Konstitution die einzige Beteiligung an einer archäologischen Exkursion. Danach unternahm er im Rahmen seiner Dissertation Studienreisen nach Syrien und in den Irak. 1958 wurde er mit seiner Dissertation über die archaische mesopotamische Glyptik promoviert, die 1961 veröffentlicht und in einer zweiten Auflage 1980 nachgedruckt wurde.
Pierre Amiet war von 1958 bis 1961 Konservator im Musée des Beaux-Arts de Chambéry. 1961 wurde er von André Parrot in die Konservierungsabteilung für orientalische Antiquitäten des Louvre berufen. Von 1968 bis 1988 war er Leiter des Département des antiquités orientales du musée du Louvre. Zusätzlich unterrichtete er an der École du Louvre.
Von 1980 bis 2010 war er Herausgeber der Revue d’assyriologie et d’archéologie orientale und ab 1979 der Mémoires de la Délégation Archéologique en Iran. Ab 1980 war er Redaktionsmitglied der Zeitschrift Iranica Antiqua.
Von 1964 bis 1977 reiste er mehrmals in den Iran und nahm dort an Konferenzen oder Kolloquien teil, bei denen er seine Arbeiten über Elam, Susa und anderen Themen präsentierte. Ebenso war er an internationalen Konferenzen, Symposien, Kongressen und an diversen Universitäten präsent. 1967 nahm er an den Kevorkian Lectureship in Iranian Art and Archaeology der University of Pennsylvania teil.
Pierre Amiet galt als einer der bedeutendsten Kenner der Glyptik in Westasien. Er veröffentlichte mehrere Studien über Siegel aus Syrien, Palästina, Anatolien, dem Iran und Mesopotamien.
Pierre Amiet starb mit 98 Jahren in Paris.

## Schriften
- La glyptique mésopotamienne archaïque. Paris, 1. Auflage 1961, 2. Auflage 1980. (Dissertation)  (gallica.bnf.fr)
- La glyptique susienne des origines à la époque des Perses-Achéménides. 2 Bände. In: Mémoires de la Délégation archéologique en Iran. Paris 1972.
- L'Art d'Agadé au musée du Louvre. Paris 1976.
- L’Art antique du Moyen-Orient. Citadelles & Mazenod, Paris 1977.
- L’âge des échanges inter-iraniens. 3500-1700 avant J.-C. Éditions de Réunion des musées nationaux, Paris 1986. (gallica.bnf.fr)

## Festschrift
- Iranica Antiqua, Band 23 und 24. Leiden 1988 und 1989.